# Ron Webster
Ron Webster (Belper, 21 giugno 1943) è un ex calciatore inglese, di ruolo difensore.

## Carriera

### Giocatore
Ha legato la sua carriera quasi esclusivamente al Derby County, giocandovi diciotto stagioni (dal 1960 al 1978) e totalizzando 455 presenze (piazzandosi secondo nella graduatoria dei giocatori del Derby County per presenza, dietro a Kevin Hector). Durante la sua carriera Webster vinse inoltre gran parte dei trofei del palmarès della squadra, ossia due titoli nazionali (1971-1972, 1974-1975) e la FA Charity Shield 1975, competizione nella quale non fu però impiegato.
Sul termine della carriera ebbe due esperienze professionali all'estero, negli Stati Uniti d'America, entrambe in forza alla franchigia NASL dei Minnesota Kicks. Con i Kicks raggiunse la finale della North American Soccer League 1976, nella quale però non fu impiegato, persa contro i canadesi del Toronto Metros-Croatia.
Tornò a giocare con la squadra di Minneapolis nella stagione 1978, conclusasi ai quarti di finale per i play off per il titolo, ove Webster e i suoi furono sconfitti da futuri campioni del N.Y. Cosmos.

### Dopo il ritiro
Dopo il ritiro Webster rimase nel Derby County come membro dello staff tecnico. Nel 2009 è stato elettro miglior terzino destro della storia del Derby County.

## Palmarès
- Campionato inglese: 2

Derby County: 1971-1972, 1974-1975
- Charity Shield: 1

Derby County: 1975
- Campionato inglese di seconda divisione: 1

Derby County: 1968-1969